# 一夜城
一夜城（いちやじょう）は、攻城などにおいて相手方の城に対する野戦陣地として構築される陣城のうち、非常に早く構築されたもののこと。

## 豊臣秀吉の一夜城
豊臣秀吉の手による以下の2つの城が知られているが、いずれも全く一夜で作られたものではない。
物語上では『絵本太閤記』出版以降に墨俣城が見られる。短期間で築城されたと見られる記録があるものに石垣山城がある。
墨俣城
『絵本太閤記』に初めて見られるとされ、『前野家古文書』に墨俣築城の経緯が記されている。しかし､織田信長にとっても、豊臣秀吉にとっても重要なこの築城にについて、太田牛一の『信長公記』をはじめとする良質の史料には、全く記載がない。秀吉が一夜城を築いたという話には、それが史実であることを窺わせる史料的な裏付けがない。。
石垣山城
小田原征伐の際に陣城として築かれた城で、小田原方から気付かれないように小田原城側の山の木を伐採せずに築城し、大方出来上がった時点で、木を伐採することで、一夜にして城が出来上がったかのように見せかけたとされる（『小田原北条記』巻九）。記録には、6月初旬に伊達政宗が訪れたときはまだ完成していなかったと伝えられているが、同月20日付けで千利休が古田織部に宛てた書状には「今月中に出来上がる」という趣旨のことが記されているという。後世の軍記物『小田原北条記』巻九では、「4月1日に、石垣山に兵を上げて陣屋を作り、矢倉を組み立て、その四方の壁面に杉原紙を張りまわした」ことで、一夜の内に「白壁の屋形」ができあがったと説明する。
下の物も一夜城と呼ばれることがある。
益富城
古処山城を本拠とする支城。秀吉軍が九州征伐で陥落させた際に火の海となったが、一夜が明けると益富城は見事に修復していた。実際は火の海にもなっておらず、村人が一斉に篝火を焚かせた物であり、城も村人の障子などを貼った物であった。

## 織田信忠の一夜城
信長の長男、信忠が1582年（天正10年）に高遠城を攻めた際、伊那谷に「一夜の城」を築いたという伝承がある。伊那市教育委員会が言い伝えられている地点を発掘調査したところ、堀を広げた痕跡などを確認。実際は一夜で新造したのではなく、元々あった居館を接収するなどして陣地に使った可能性もあると推定している。ここを織田軍が実際に使ったかどうかの確認も含めて、今後も調査を続ける予定である。